# Joe Ely
Joe Ely (9 februari 1947)  is een Amerikaanse countryzanger, songwriter en gitarist. Hij was "een van de belangrijkste drijvende krachten" van de progressieve countryscene in Austin, Texas in de jaren 1970 en 1980. 
In zijn carrière heeft hij uitstapjes gemaakt naar meerdere genres en heeft hij opgetreden met onder meer Bruce Springsteen, Uncle Tupelo, The Chieftains, The Clash, Lyle Lovett, John Hiatt en Guy Clark.

## Biografie

### Jeugd en carrière
Ely werd geboren in Amarillo, Texas en bracht zijn tienerjaren door in Lubbock, Texas waar hij de Monterey High School bezocht.
In 1971 vormde hij samen met zijn plaatsgenoten Jimmie Dale Gilmore en Butch Hancock de Flatlanders. Volgens Ely, "Jimmie [Gilmore] was als een lopende encyclopedie van countrymuziek. Hij wist er alles van, Butch kwam uit de folkwereld. Ik was een soort rock & roll-man, en we hadden bijna een triade. Het  klikte en we begonnen veel samen te spelen. Dat opende een hele nieuwe wereld waarvan ik niet wist dat die bestond."
In 1972 nam de band een eerste album op, maar kort erna viel de band uit elkaar en volgden de drie muzikanten hun eigen wegen. Wel speelden zij op elkaars albums. In 2002 kwam de band weer bij elkaar voor het album Now Again.

### Solocarrière
Ely's eerste, titelloze album, werd uitgebracht in 1977, dat indruk maak in progressieve countryrockkringen. In 1978 volgt zijn album Honky Tonk Masquerade, dat nog altijd geld als een klassieker. In datzelfde jaar speelde zijn band in Londen, waar hij de punkrockgroep The Clash ontmoette.  Onder de indruk van elkaars optredens ontwikkelde Ely zich meer als een rocker. De twee bands toerden later samen, onder meer in Lubbock, en in Laredo en Ciudad Juárez in Mexico, aan de andere kant van de grens met El Paso, Texas. The Clash bracht een eerbetoon aan Joe Ely door de tekst "Well there ain't no better blend than Joe Ely and his Texas Men" op te nemen in de tekst van hun nummer "If Music Could Talk", dat in 1980 werd uitgebracht op het album Sandinista!. Ely deed de achtergrondzang op de single "Should I Stay or Should I Go?" van Clash. Joe Strummer was van plan om met Ely's band opnames te maken, maar tot groot verdriet van Ely stierf Strummer voordat dat ooit gebeurde. Een andere samenwerking was met de Nederlandse flamencogitarist Teye, met wie hij Letter to Laredo (1995)  en Twistin' in the Wind (1998) opnam.
Gedurende zijn carrière heeft Ely met regelmaat albums uitgebracht, waarvan de meeste op het MCA- label verschenen. Ongeveer elke tien jaar brengt hij een livealbum uit.
Op 1 mei 1982 organiseerde Joe Ely de derde jaarlijkse Tornado Jam in Lubbock voor een publiek van 25.000 mensen met medewerking van o.a. Leon Russell, Joan Jett en The Crickets. De Tornado Jams waren inzamelingsacties voor de slachtoffers van een tornado, die Lubbock trof. 
Eind jaren negentig werd Ely gevraagd om liedjes te schrijven voor de soundtrack van Robert Redfords film The Horse Whisperer, wat leidde tot de heroprichting van The Flatlanders met Gilmore en Hancock. In 2002 volgde een nieuw album van het trio, met een derde in 2004. 

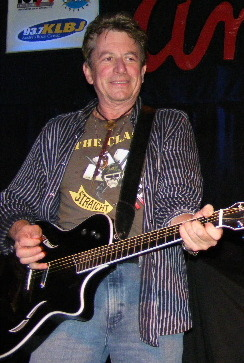
Ely in 2008

In februari 2007 bracht Ely Happy Songs From Rattlesnake Gulch uit op zijn eigen label, Rack 'Em Records.  Ely zei in een interview met Country Standard Time dat hij dacht dat het makkelijker zou zijn om het materiaal op zijn eigen label uit te brengen, in plaats van zaken te doen met een regulier platenlabel en hun releasecycli. Een boek met Ely's geschriften, Bonfire of Roadmaps, werd begin 2007 gepubliceerd door de University of Texas Press. Begin 2008 bracht Ely een nieuw livealbum uit, hijzelf op akoestische gitaar en Joel Guzman op accordeon, opgenomen in het Cactus Cafe in Austin, Texas eind 2006. 
De Flatlanders brachten hun nieuwste album Hills and Valleys uit op 31 maart 2009.
In 2011 bracht Ely het door critici geprezen album Satisfied at Last uit. 
In september 2015 bracht Ely Panhandle Rambler uit, een album met een bespiegelende West-Texaanse sfeer.
Ely resideerde in 2016 als "Texas State Musician", een benoeming voor een jaar die hij in dat voorjaar formeel aanvaardde tijdens een ceremonie in de State Legislature.
In oktober 2022 werd hij opgenomen in de Austin City Limits Hall of Fame.

## Rechtszaak tegen Universal Music Group
Op 5 februari 2019 hebben Ely en John Waite een collectieve rechtszaak aangespannen tegen Universal Music Group (UMG). Zij stellen dat het bedrijf hun recht schendt om auteursrechten na 35 jaar te beëindigen, conform de Amerikaanse auteursrechtwetgeving, door kennisgevingen van beëindiging te negeren. Op 3 mei 2019 diende UMG een motie in om de zaak af te wijzen, waarbij werd gesteld dat de kennisgevingen van beëindiging niet geldig waren omdat de liedjes geen auteursrechtelijke verleningen waren, maar voor verhuur gemaakt zijn.
De 'verleningsconstructie' had belastingvoordelen gebracht. In 2020 oordeelde een rechter in het voordeel van UMG en konden Ely en Waite de auteursrechten niet terugclaimen.

## Discografie
- Joe Ely (1977)
- Honky Tonk Masquerade (1978)
- Down on the Drag (1979)
- Musta Notta Gotta Lotta (1981)
- Hi-Res (1984)
- Lord of the Highway (1987)
- Dig All Night (1988)
- Love and Danger (1992)
- Chippy (1994)
- Letter to Laredo (1995)
- Twistin' in the Wind (1998)
- Live at the Cambridge Folk Festival (1998)
- Streets of Sin (2003)
- Happy Songs from Rattlesnake Gulch (2007)
- Silver City (2007)
- Satisfied At Last (2011)
- B4 84 (2014)
- Panhandle Rambler (2015)
- Full Circle: The Lubbock Tapes (2018)
- Love in the Midst of Mayhem (2020)

## Prijzen en nominaties
| Jaar | Organisatie                      | Prijs                               | Nominatie/Werk                                                                      | Resultaat   |
| ---- | -------------------------------- | ----------------------------------- | ----------------------------------------------------------------------------------- | ----------- |
| 1992 | Country Music Association Awards | Vocal Event of the Year             | Buzzin' Counsins met James McMurtry, Dwight Yoakam, John Prine, and John Mellencamp | genomineerd |
| 1999 | Grammy Awards                    | Best Mexican/Mexican-American Album | Los Super Seven met Los Super Seven                                                 | Gewonnen    |